# 650-es busz
A 650-es busz Budapest, Népliget és Kiskunhalas, autóbusz állomás között közlekedő autóbuszjárat, amelyet a MÁV Személyszállítási Zrt. üzemeltet. A járat Kiskunhalas felé csak hajnalban és este egyszer közlekedik, míg Budapest felé egyszer, délután.

## Útvonala
Az autóbusz-járat a Budapest–Dunaharaszti–Kunszentmiklós–Szabadszállás–Kiskőrös–Kiskunhalas útvonalon közlekedik.
Megállói:
1. Budapest, Népliget autóbusz-pályaudvar
2. Budapest, Koppány utca
3. Timót utca / Soroksári út
4. Budapest, Pesterzsébet felső
5. Pesterzsébet vasútállomás
6. Festékgyár
7. Budapest, Soroksár, Hősök tere
8. Orbánhegyi dűlő
9. Dunaharaszti, HÉV-állomás
10. Dunaharaszti, városháza
11. Dunaharaszti, Nádor utca
12. Dunaharaszti, Király utca
13. Taksony, Fő utca 24.
14. Taksony, községháza
15. Taksony, Forrás üdülő
16. Autógyári elágazás
17. Dunavarsány, bejárati út
18. Majosházai elágazás
19. Áporkai elágazás
20. Áporka, bejárati út
21. Kiskunlacháza, autóbusz-forduló
22. Kiskunlacháza, Védgát utca
23. Kiskunlacháza, vasútállomás elágazás
24. Kiskunlacháza, malom
25. Kiskunlacháza, Katona József utca
26. Kiskunlacháza, gépállomás
27. Kiskunlacháza, vasútállomás bejárati út
28. Bankháza, iskola
29. Kiskunlacháza, Faragó tanya
30. Apaj, Belsőszúnyog
31. Apaji útőrház
32. Apaj, kunszentmiklósi útelágazás
33. Kunszentmiklós, Petőfi lakótelep
34. Kunszentmiklós, Kálvin tér
35. Kunszentmiklós, Kossuth utca
36. ÁGOTA Falva
37. Kunszentmiklós, 3. sz. útőrház
38. Nagyszállás
39. Bösztörpuszta
40. Szabadszállás, Lényárt-tanya
41. Szabadszállás, laktanya
42. Szabadszállás, autóbusz-váróterem
43. Szabadszállás, Kodály utca
44. Fülöpszállás, Hunyadi utca
45. Fülöpszállás, községháza
46. Fülöpszállás, vasútállomás
47. Fülöpszállás, Telekpuszta
48. Soltszentimre, községháza
49. Soltszentimre, alsó
50. Csengőd, Kőhíd
51. Csengőd, Hetes megállóhely
52. Csengőd, Kulléri iskola
53. Csengőd, Kiscsengődi iskola
54. Csengőd, Brada-tanya
55. Csengőd, Angyal-kanyar
56. Csengőd, vasútállomás
57. Tabdi, Művelődési Ház
58. Kiskőrös, ipartelep
59. Kiskőrös, vasútállomás
60. Kiskőrös, városháza
61. Kiskőrös, KOFRUCT
62. Soltvadkert, vásártéri iskola
63. Soltvadkert, autóbusz váróterem
64. Soltvadkert, Bocskai utca
65. Szarvaskút dűlő
66. Pirtó, községháza
67. Pirtó, szeszfőzde
68. Pirtó, Patkó-tó
69. Kiskunhalas, Kiskeceli út
70. Kiskunhalas, Sóstói útelágazás
71. Kiskunhalas, Sóstói fürdő
72. Kiskunhalas, Széchenyi úti üzletsor
73. Kiskunhalas, Vári Szakiskola
74. Kiskunhalas, vasútállomás
75. Kiskunhalas, gimnázium
76. Kiskunhalas, autóbusz-állomás[1]